# Elecciones parlamentarias de Noruega de 1977
Las elecciones parlamentarias fueron realizadas en Noruega entre el 11 y 12 de septiembre de 1977. El Partido Laborista se posicionó como el partido más grande del Storting, tras obtener 76 de los 155 escaños.

## Resultados
| Partido                            | Votos     | %    | Escaños | +/–   |
| ---------------------------------- | --------- | ---- | ------- | ----- |
| Partido Laborista                  | 972 434   | 42.3 | 76      | +14   |
| Høyre                              | 563 783   | 24.5 | 41      | +12   |
| Partido Demócrata Cristiano        | 224 355   | 9.7  | 22      | +2    |
| Partido de Centro                  | 184 087   | 8.0  | 12      | –9    |
| Listas Conjuntas de no Socialistas | 111 412   | 4.8  |         | –     |
| Partido de la Izquierda Socialista | 96 248    | 4.2  | 2       | –14   |
| Venstre                            | 54 243    | 2.4  | 2       | 0     |
| Partido del Progreso               | 43 351    | 1.9  | 0       | –4    |
| Nuevo Partido Popular              | 22 524    | 1.0  | 0       | –1    |
| Alianza Electoral Roja             | 14 515    | 0.6  | 0       | 0     |
| Partido Comunista                  | 8 448     | 0.4  | 0       | –     |
| Partido de las Personas Comunes    | 2 740     | 0.1  | 0       | 0     |
| Partido Democrático                | 1 322     | 0.1  | 0       | 0     |
| Representantes Libremente Elegidos | 1 149     | 0.0  | 0       | Nuevo |
| Lista Popular de Laponia           | 499       | 0.0  | 0       | 0     |
| Votos en blanco/nulos              | 3 386     | –    | –       | –     |
| Total                              | 2 304 496 | 100  | 155     | 0     |
| Participación electoral            | 2 780 190 | 82.9 | –       | –     |
| Fuente: Nohlen & Stöver            |           |      |         |       |

De los 7 escaños obtenidos por la lista conjunta, 5 quedaron para el Partido Demócrata Cristiano, 1 para el Partido de Centro, otro para el Høyre y el último para el Venstre.